# HD 17168
HD 17168，又名CD-33 943，SAO 193888、HR 817，是一颗恒星，视星等为6.22，位于銀經232.25，銀緯-65，其B1900.0坐标为赤經2h 40m 8.8s，赤緯-32° -65′ 50″。